# Камыш-Садак (село)
Камыш-Садак — село в Абдулинском городском округе Оренбургской области России.

## География
Село находится в северо-западной части Оренбургской области, на расстоянии 14 км к северу от города Абдулино, административного центра округа.

### Часовой пояс
Село Камыш-Садак, как и вся Оренбургская область, находится в часовой зоне МСК+2. Смещение применяемого времени относительно UTC составляет +5:00.

## История
Основано в 1799 году. В 1911 году в селе проживало 411 жителей. До 1 января 2016 года являлось административным центром Камышсадакского сельсовета.

## Население
| 2010 |
| ---- |
| 155  |